# Nowa Trzcianka
Nowa Trzcianka (prononciation : [ˈnɔva ˈtʂt͡ɕaŋka]) est un village de polonais, situé dans la gmina de Grębków de la Powiat de Węgrów et dans la voïvodie de Mazovie dans le centre-est de la Pologne.
Il se situe à environ 6 kilomètres au sud de Grębków, 21 kilomètres au sud de Węgrów, et 65 kilomètres à l'est de Varsovie.

## Histoire
De 1975 à 1998, le village appartenait à la voïvodie de Siedlce.